# Johann Schreiner (Biologe)
Johann Schreiner (* 9. Oktober 1952 in Straubing) ist ein deutscher Akademie-Direktor und Biologe. 
Schreiner ist Direktor der Alfred Töpfer Akademie für Naturschutz (NNA; früher Norddeutsche Naturschutzakademie) und Lehrbeauftragter an der Leuphana Universität Lüneburg.
Von 1971 bis 1976 studierte Schreiner Biologie und Chemie an der Universität Regensburg. Danach war er zunächst als Biologe auf einer Verwaltungsstelle im Naturschutzreferat der Regierung in Niederbayern tätig. Später wurde er Dozent an der Bayerischen Akademie für Naturschutz und Landschaftspflege. 1991 wurde er von der damaligen Landesregierung (Kabinett Gabriel) nach Niedersachsen geholt und leitet seitdem die Alfred Toepfer Akademie für Naturschutz in Schneverdingen.
2001 erhielt er eine Ehrenpromotion zum Dr. rer. nat. h. c. im Fachbereich Umweltwissenschaften der Leuphana Universität Lüneburg.